# Doctrina Kennedy

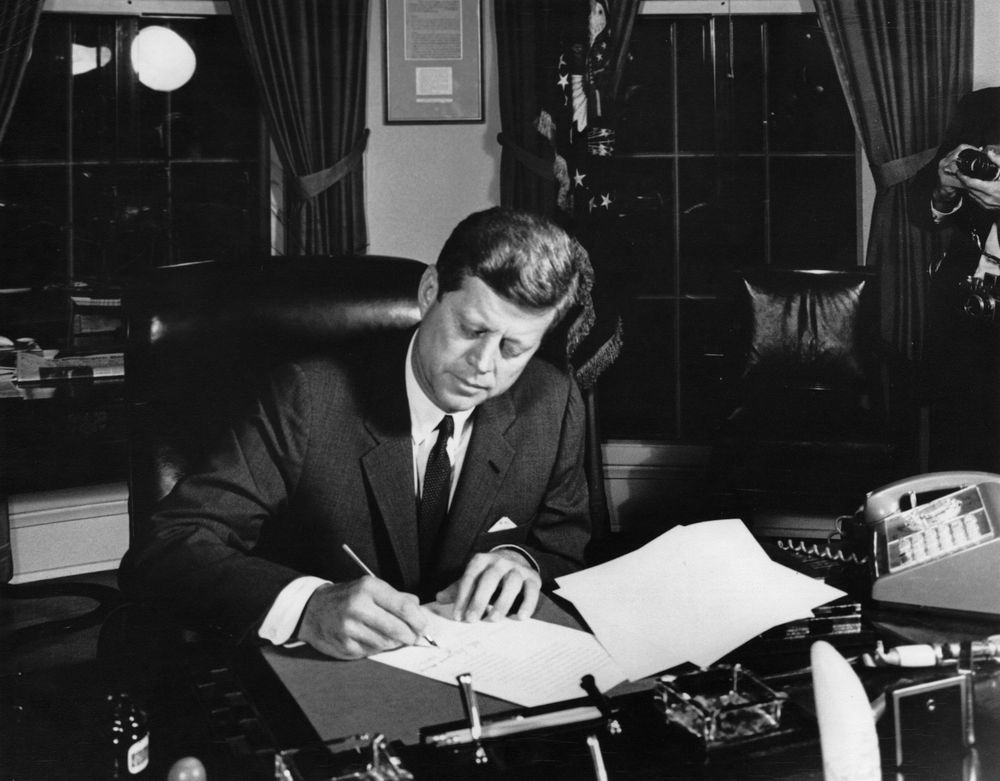
El presidente John F. Kennedy firmando la Proclamación 3504, autorizando la cuarentena naval de la Cuba comunista

La Doctrina Kennedy se refiere a las iniciativas en política exterior del 35º Presidente de los Estados Unidos, John Fitzgerald Kennedy, hacia América Latina durante su mandato entre 1961 y 1963. Kennedy expresó su apoyo a la contención del comunismo y la regresión del progreso comunista en el hemisferio norte.

## Discurso inaugural: «Pagar cualquier precio, sobrellevar cualquier carga»
En su discurso inaugural, el 20 de enero de 1961, el presidente John F. Kennedy presentó al público americano un proyecto sobre las futuras iniciativas en política exterior de su administración que seguirían y que llegan hasta el presente. En este discurso, Kennedy advirtió: «dejad que cada nación sepa, si nos desea para bien o para mal, que pagaremos cualquier precio, sobrellevaremos cualquier carga, sufriremos cualquier penalidad, apoyaremos a cualquier amigo, nos opondremos a cualquier enemigo, con el fin de asegurar la supervivencia y el éxito de la libertad». Además, hizo un llamamiento al público para ayudar en «una lucha contra los enemigos comunes del hombre: la tiranía, la pobreza, la enfermedad y la guerra misma».1 En este discurso uno comienza a atisbar la Guerra Fría, en la mentalidad de "ellos contra nosotros" que llegó a dominar la administración Kennedy.

## Contención de la Guerra Fría
Una premisa dominante durante los años de Kennedy era la necesidad de contener el comunismo a toda costa. En este ambiente de Guerra Fría la llamada de Kennedy a "la unión y a la fuerza militar unidas en la lucha contra el comunismo fueron equilibradas con... [esperanzas] en el desarme y la cooperación global." Otro tema común en la política exterior de Kennedy fue la creencia en que, a causa de que los Estados Unidos tenían el poder para controlar los eventos del panorama internacional, ellos debían ejercelo. Kennedy expresó esta idea en su discurso cuando declaró, «En la larga Historia del mundo sólo a unas cuantas generaciones les fue concedido el papel de la defensa de la libertad cuando estaba amenazada. No me aparto de esta responsabilidad –le doy la bienvenida–.»1

## Antecedentes históricos
La Doctrina Kennedy fue esencialmente una expansión de las prerrogativas en política exterior de los gobiernos anteriores de Dwight D. Eisenhower y de Harry S. Truman. Las políticas exteriores de estos presidentes giraban en torno a la amenaza del comunismo y la forma en la que los Estados Unidos tratarían de contener su propagación. La Doctrina Truman se centró en la contención del comunismo al proporcionar ayuda a los países que combatían el comunismo en Europa. 
La Doctrina Eisenhower se centró en proporcionar tanto asistencia militar como económica a las naciones que resistían el comunismo en Oriente Medio, y en el aumento del flujo comercial de los Estados Unidos en América Latina. La Doctrina Kennedy se basó en estos mismos objetivos, pero estaba más preocupada en la propagación del comunismo y la influencia de la Unión Soviética en América Latina tras la Revolución Cubana que llevó a Fidel Castro al poder bajo el mandato de Dwight D. Eisenhower en la década de 1950.

## Alianza para el Progreso
En su discurso inaugural, Kennedy habla de una alianza para el progreso con los países de América Latina. En su discurso Alianza para el Progreso para los diplomáticos de América Latina y Miembros del Congreso el día 13 de marzo de 1961 amplió las promesas de su discurso inaugural «He pedido a todos los pueblos del hemisferio que se unan a una nueva –Alianza para el Progreso– un esfuerzo de amplia cooperación, sin igual en magnitud y nobleza con el fin de satisfacer las necesidades básicas de los hogares americanos, techo, trabajo y tierra, salud y escuela».
En el discurso, Kennedy reafirmó el compromiso de los Estados Unidos de ir en defensa de cualquier nación cuya independencia estuviera amenazada, prometiendo aumentar el programa de emergencia de "alimentos para la paz" y proveer de ayuda económica a los países necesitados. Pidió a los países de América Latina que promoviesen un cambio social dentro de sus fronteras y exhortó a todas las naciones americanas a avanzar hacia una mayor integración económica. «Para lograr este objetivo la libertad política debe acompañar al progreso material. Nuestra Alianza para el Progreso es una alianza de gobiernos libres –y deben trabajar para eliminar la tiranía de un hemisferio que no es su lugar correcto–. Por lo tanto vamos a expresar nuestra especial amistad con el pueblo de Cuba y con el de la República Dominicana y la esperanza de que pronto se reincorporen a una sociedad de hombres libres, unidos a nosotros en nuestro esfuerzo común.»3

## El debate sobre el papel internacional de los Estados Unidos
Muchos han cuestionado si el discurso inaugural de Kennedy, y la política exterior derivada de la visión que expresó en él, «describe un papel adecuado, racional y prudente de los Estados Unidos en el mundo; si se trata de un esquema para una era de negociación, reconciliación y amistad; o si se trata de una receta para un globalismos insostenible, conduciendo inevitablemente a un aumento de las zonas en conflicto, a una intensificación de la carrera armementística, y en un grado u otro, en los asuntos de la mayoría de los países del mundo.»
Lo que queda claro es que Kennedy estaba profundamente involucrado y comprometido con todos los aspectos de la política exterior bajo su administración. W. Averell Harriman sirvió en nombre y representación de la administración Kennedy en diversos acuerdos, y se dio cuenta de que, «el presidente Kennedy fue el primer presidente, que le supiera, que en realidad era su propio secretario de Estado. Él se ocupó de todos los aspectos de la política exterior, y sabía todo lo que estaba pasando.»

## Acontecimeintos derivados
Algunos de los acontecimeintos más notables que derivan de las principales iniciativas en política exterior de John F. Kennedy en lo que respecta a América Latina y el avance del comunismo fueron::
- La Invasión de Bahía Cochinos, el 17 de abril de 1961.
- El aumento de la participación de los Estados Unidos en la Guerra de Vietnam, 1962.
- La Crisis de los misiles en Cuba, en octubre de 1962.
- La ratificación del Tratado de prohibición parcial de ensayos nucleares, en julio de 1963.